# Евхаристический конгресс
Евхаристический конгресс — представительное церковное собрание (в международном, национальном, региональном масштабе), направленное на совершенствование духовной жизни верующих благодаря более глубокому осознанию сущности таинства Евхаристии и его роли в жизни человека. Помимо собственно совершения Евхаристии, Евхаристические конгрессы включают в свою программу поклонение Святым Дарам, лекции, семинары и дискуссии. В 1897 году небесным покровителем Евхаристических конгрессов был провозглашен святой Пасхалий Байлон, испанский мистик XVI века, отличавшийся глубоким почитанием Пресвятой Евхаристии.

## История международных конгрессов
Инициатором созыва международных Евхаристических конгрессов стала Эмилия Тамизье (1834—1910) — организатор многочисленных евхаристических паломничеств во Франции.
Первый Евхаристический конгресс прошел в Лилле 28-30.06.1881. В нём участвовало около 8000 человек из Европы, Америки и Азии. Папа римский Лев XIII издал бреве, в котором официально поддержал проведение подобных конгрессов. Поначалу их проводили ежегодно.
В 1883 году во время Евхаристического конгресса в Льеже был создан постоянно действующий международный комитет по проведению Евхаристических конгрессов.
После перерыва, вызванного Первой мировой войной, очередной Евхаристический конгресс состоялся в Риме в 1922 году: на этом конгрессе впервые участвовал римский папа Пий XI. До Второй мировой войны Евхаристические конгрессы проводились каждые два года, а после неё — раз в 4-5 лет.
Каждый Евхаристический конгресс проходит под определенным девизом, который помогает верующим раскрывать определенный аспект почитания Евхаристии.
Евхаристический конгресс в 1960 году в Мюнхене прошел под девизом «Братская евхаристия — пиршество любви» и носил характер покаяния за преступления нацистов.
Евхаристический Конгресс в 1964 году в Бомбее уделил особое внимание проблеме духовного обновления современного человека.
Евхаристический конгресс 1976 году в Филадельфии был созван по случаю 200-летия США и был посвящён социальной проблематике.
Евхаристический конгресс 1981 года состоялся в Лурде и прошел под девизом «Иисус Христос — Хлеб для нового мира».
47 -й международный Евхаристический конгресс открылся 18.06.2000 в Риме и был посвящён 2000-летию христианства.

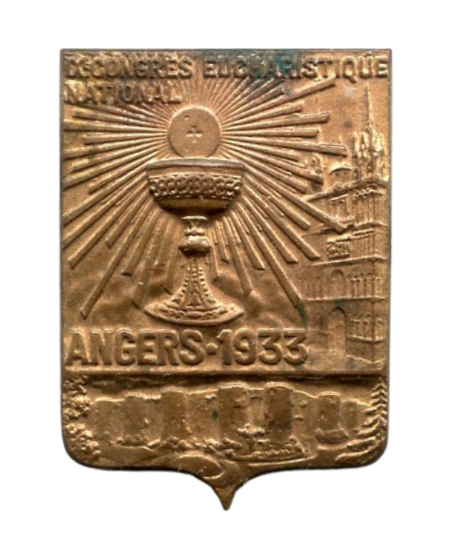
Значок участника французского Национального евхаристического конгресса, Анже 1933 год

## Национальные конгрессы
Национальные Евхаристические конгрессы проводятся в ряде стран Европы и в США.
Первый Всероссийский евхаристический конгресс прошел 26-28.06.2000 в кафедральном Соборе Непорочного Зачатия Пресвятой Девы Марии в Москве в рамках празднования Великого Юбилея 2000 года под девизом «Евхаристия — источник и вершина христианской жизни». В работе конгресса приняли участие апостольские администраторы четырёх регионов России — архиепископ Тадеуш Кондрусевич, епископы Иосиф Верт, Ежи Мазур, Клеменс Пиккель. В программу конгресса входили духовные, научные, культурные мероприятия, выставки российских католических издательств и благотворительных организаций, в частности Каритас.